# Brzeszcze (gmina w rejencji katowickiej)
Brzeszcze (niem. Amtsbezirk Brzeszcze) – dawna zbiorowa gmina wiejska  (Amtsbezirk), funkcjonująca w latach 1940–1945 pod okupacją niemiecką w Polsce. Siedzibą gminy były Brzeszcze (Brzeszcze).
Gmina Brzeszcze (niem. Brzeszcze) powstała na obszarze ówczesnego powiatu bielskiego (od 10 października 1939 pod nazwą Landkreis Bielitz), w części powiatu która przed wojną należała do powiatu bialskiego w woj. krakowskim. Landkreis Bielitz należał do rejencji katowickiej w wyodrębnionej ze Śląska 18 stycznia 1941 prowincji Górny Śląsk.
Gminę Brzeszcze utworzono 30 listopada 1940 z następujących obszarów, obejmujących 11 gromad:
- z całej zniesionej gminy Brzeszcze  – gromad Brzeszcze (Brzeszcze), Jawischowitz (Jawiszowice), Pschezieschin (Przecieszyn),  Skidzin (Skidziń) i Wiltschkowitz (Wilczkowice);
- gromad Bestwinka (Bestwinka),  Denkendorf (Dankowice) i Kaniau (Kaniów) z gminy Bestwina;
- gromad Harmense (Harmęże),  Plawy (Pławy) i  Raisko (Rajsko) ze znieisonej gminy Oświęcim.

1 czerwca 1943, na mocy decyzji Oberpräsidenta prowincji Górny Śląsk Fritza Brachta z 31 maja 1943, do gminy Oświęcim z gminy Brzeszcze wyłączono gromady Harmense (Harmęże), Plawy (Pławy) i Rajsko (Rajsko) oraz północną część gromady Brzeszcze (Brzeszcze) obejmującą Budy i Bór, włączając ją do gminy Auschwitz (Oświęcim).
1 stycznia 1945 z gminy Brzeszcze wyłączono jeszcze jedną gromadę – Wiltschkowitz (Wilczkowice) – włączając ją do gminy Auschwitz (Oświęcim), którą równocześnie przemianowano na Birkenau (Weichsel) (Brzezinka).
Jednostka przetrwała do stycznia 1945 roku. Na początku 1945, gmina składała się z 8 gromad (Gemeinden). Po wojnie zniesiona.